# Ду-Хам-Ми
Ду-Хам-Ми (англ. Do-Hum-Me; 1825—1843) — американская индейская танцовщица.

## Биография
Родилась в 1825 году, была дочерью вождя индейского племени сауков Nan-Nouce-Rush-Ee-Toe.
В 1843 году она сопровождала отца в поездке в город Принстон, штат Нью-Джерси, для переговоров. Находясь там, она влюбилась в представителя индейского племени айова по имени Cow-Hick-Kee. Молодые люди поженились и вскоре были наняты антрепренёром Финеасом Барнумом в американский музей на Манхэттене, ныне носящий его имя — Американский музей Барнума, — для исполнения обрядовых индейских танцев. Ду-Хам-Ми стала мгновенно очень популярной, но скоропостижно умерла в возрасте 18 лет (9 марта 1843 года), вероятно от гриппа.
Была похоронена в подвенечном платье на бруклинском кладбище Грин-Вуд в Нью-Йорке. Финеас Барнум оплатил установку памятника на месте её захоронения. Надгробие было выполнено из гранита и белого мрамора американским скульптором русского происхождения Робертом Лауницем. В 2005 году памятник «индейской принцессе» был восстановлен благодаря усилиям нью-йоркского жителя Исаака Фелисиано (англ. Isaac Feliciano).